# Lucas Hedges
Lucas Hedges (* 12. prosince 1996 New York) je americký herec, pocházející z Brooklynu. Proslavil se rolí Patricka Chandlera ve filmu Místo u moře, který byl nominován na Oscara, udělovaného americkou Akademií filmového umění a věd.

## Život
Lucas Hedges se narodil v New Yorku, ve čtvrti Brooklyn Height. Je druhým synem básnířky a spisovatelky Susan Bruceové a spisovatele, romanopisce, dramatika a na Oscara nominovaného scenáristy a režiséra Petera Hedgese. Základní školu absolvoval v brooklynské „Saint Ann's School“. Obor divadlo a dramatické umění studoval na univerzitě v Severní Karolíně. V současné době žije v New Yorku. Má staršího bratra Simona.
V roce 2007, když mu bylo jedenáct let se poprvé objevil na filmovém plátně ve filmu, který režíroval jeho otec. Hrál ve dvou filmech uznávaného hollywoodského režiséra Wese Andersona vedle herců Edwarda Nortona, Billa Murray, Frances McDormandové nebo Ralpha Fiennese a Sama Rockwella. V dalších filmech hrál po boku Josha Brolina, Kate Winsletové, Jeremy Rennera, Colina Firtha nebo Emily Bluntové. Do roku 2018 hrál ve čtyřech filmech, které byly nominovány na Oscara a to Grandhotel Budapešť, Místo u moře, Lady Bird a Tři billboardy kousek za Ebbingem. Na televizních obrazovkách byl obsazen v seriálu televizní stanice NBC The Slap spolu s herci: Zachary Quintem nebo Umou Thumanovou. Je prvním nominovaným mužem ve věku do 25 let. Hranici 25. let dosáhl jako první Jake Gyllenhaal filmem Zkrocená hora. Lucas Hedges byl nominován na Oscara za svou roli ve filmu Místo u moře (2016) 13 let poté, kdy byl nominován na Oscara jeho otec Peter Hedges za scénář k filmu Jak na věc. Jazykově vyniká v mateřské angličtině, dále v němčině a v jazyku se skotsko-irským přízvukem.
Divadelní kariéru zahájil na začátku roku 2017 ve hře Yen v režii Tripa Cullmana v divadle Lucille Lortel Theatre na Christopher Street ve West Village v New Yorku. Za tuto roli byl nominován na cenu Lucille Lortel za nejlepší hlavní roli v inscenaci a současně získal cenu za nejlepší debut v hlavní roli v divadle mimo divadelní Broadway.

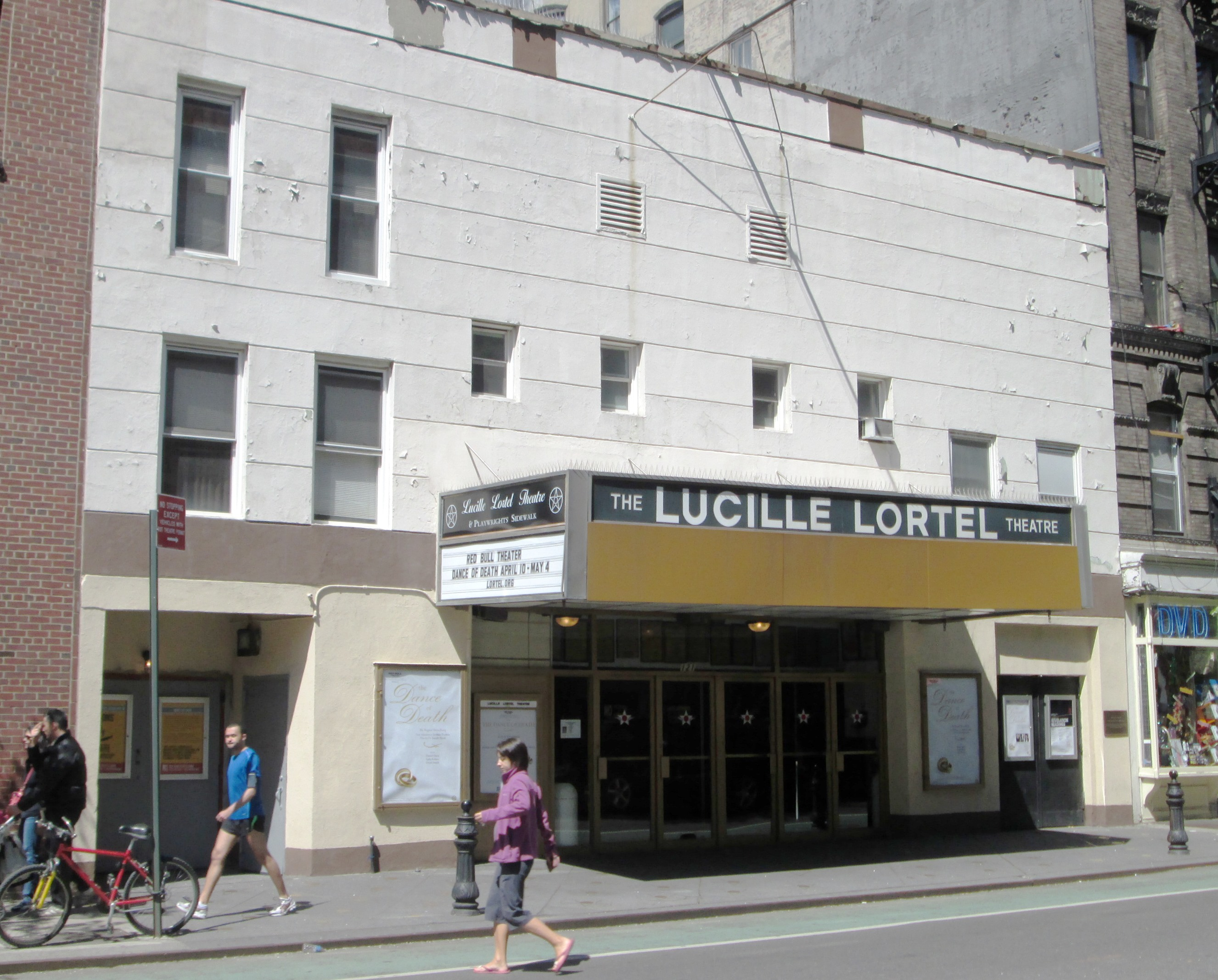
Lucille Lortel je divadlo off-Broadway, které se nachází na ulici Christopher Street 121 na Manhattanu v New Yorku. Bylo postaveno v roce 1926 původně jako kino a v roce 1953 se stalo hlavním divadlem mimo Broadwaye.

## Filmografie
- 2007: Život podle Dana – role: taneční partner Lilly
- 2012: Až vyjde měsíc – role: Redford
- 2012: Arthur Newman – role: Kevin Avery
- 2013: Prodloužený víkend – role: Richard
- 2013: The Zero Theorem – role: Bob
- 2014: Grandhotel Budapešť – role: Pump Attendant
- 2014: Kill the Messenger – role: Ian Webb
- 2015: The Slap, TV seriál – role: Ritchie
- 2015: Anesthesia – role: Greg
- 2016: Místo u moře – role: Patrick
- 2017: Lady Bird – role: Danny O'Neill
- 2017: Tři billboardy kousek za Ebbingem – role: Robbie
- 2018: Devadesátky – role: Ian
- 2018: Vymazaný kluk – role: Jared Eamons
- 2018: Ben is Back – role: Ben Burns
- 2019: Honey Boy – role: Otis Lort
- 2019: Waves – role: Luke
- 2020: French Exit – role: Malcolm Price
- 2020: Nechte je všechny mluvit – role: Tyler Hughes